# Hraniční rybník (Lužické hory)
Hraniční rybník je lesní rybník  na území obce Kytlice v okrese Děčín v Ústeckém kraji. Leží mezi Středním vrchem (657 m n. m.) a Velkým Bukem (736 m n. m.) v Lužických horách, 1,5 km jižně vzdušnou čarou od železniční stanice Jedlová, poblíž železniční tratě č. 081 a u silnice vedoucí přímo po rybniční hrázi mezi Novou Hutí a Kytlicemi, do jejichž katastru (přesněji do katastrálního území Falknov) rybník náleží. Rybník na horním toku Kamenice se dříve německy jmenoval Waldsteinteich („Rybník Lesního kamene“ podle nedaleké skály Waldstein, dnes označované jako Valdštejnská skála) nebo Waldteich („Lesní rybník“); po roce 1945 byl přejmenován na Hraniční rybník, protože kolem něj prochází hranice mezi okresy Česká Lípa a Děčín, která v podstatě sleduje dřívější hranici mezi panstvími. Rybník slouží jako zásobárna pitné vody (na severozápadním břehu je vodárna), proto je v něm zakázáno koupání. Dříve zadržená voda sloužila k pohonu hamru na drcení železné rudy a k plavení dřeva na pilu v Dolním Falknově (dnes součást Kytlic).
V říjnu 2013 byl v lese na levé straně hráze rybníka umístěn nevelký kříž s pamětní deskou, označený jako Pomník zbytečným obětem. Pomník připomíná osud šesti německých obyvatel Kytlic, kteří zde byli zastřeleni při divokém odsunu dne 19. června 1945. Na počátku roku 2020 pomník zničili neznámí vandalové.

## Vodní režim
Hraniční rybník přijímá několik menších potoků, vytéká z něj Kamenice, která je ovšem tady ještě malým potokem.

## Galerie

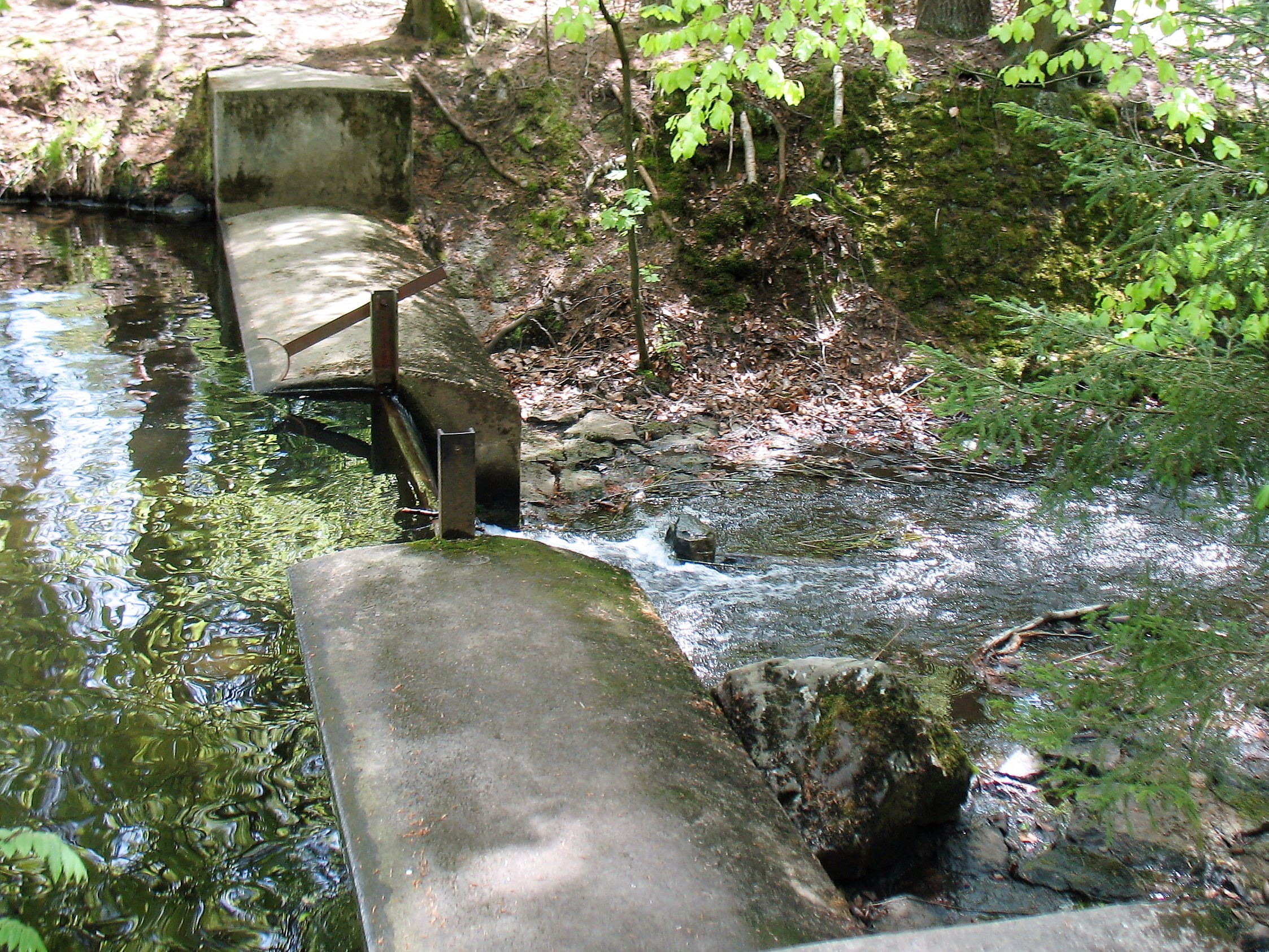
Odtok říčky Kamenice z Hraničního rybníka
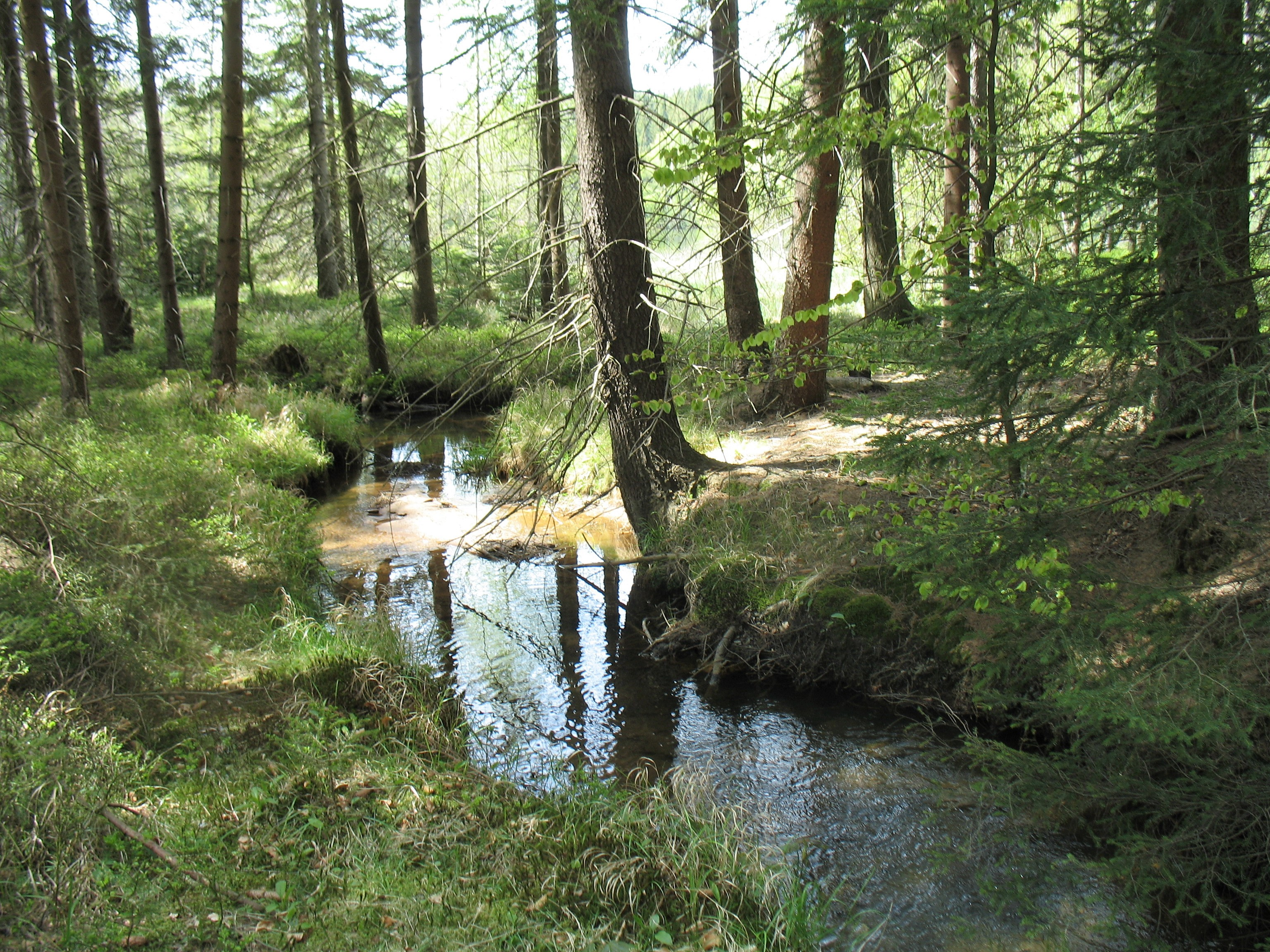
Les na východním břehu s jedním z přítoků
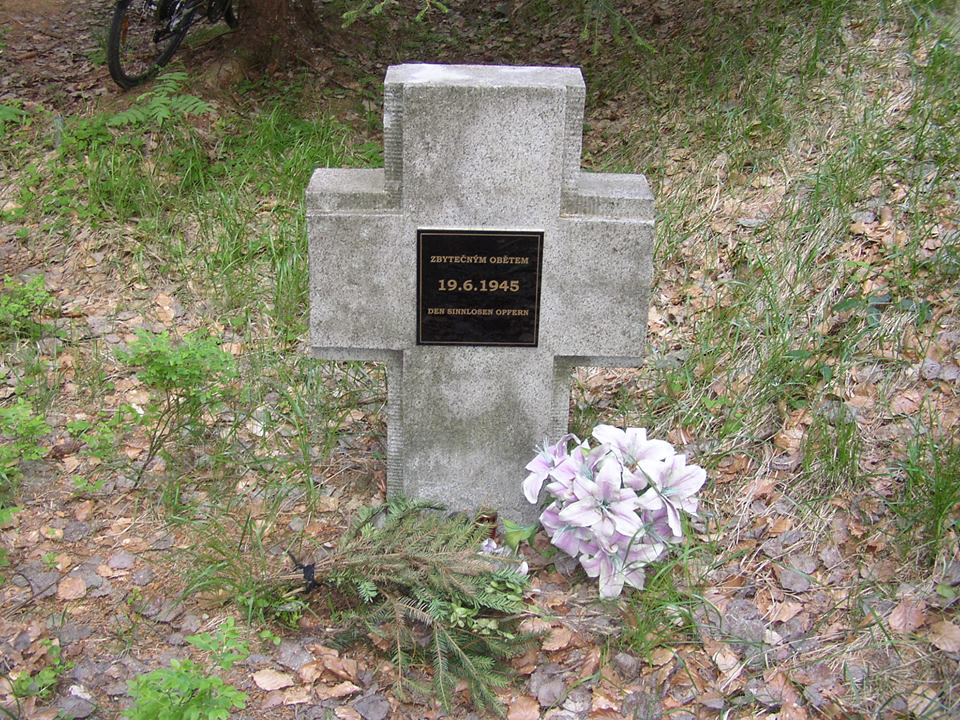
Pomník zbytečným obětem před jeho zničením
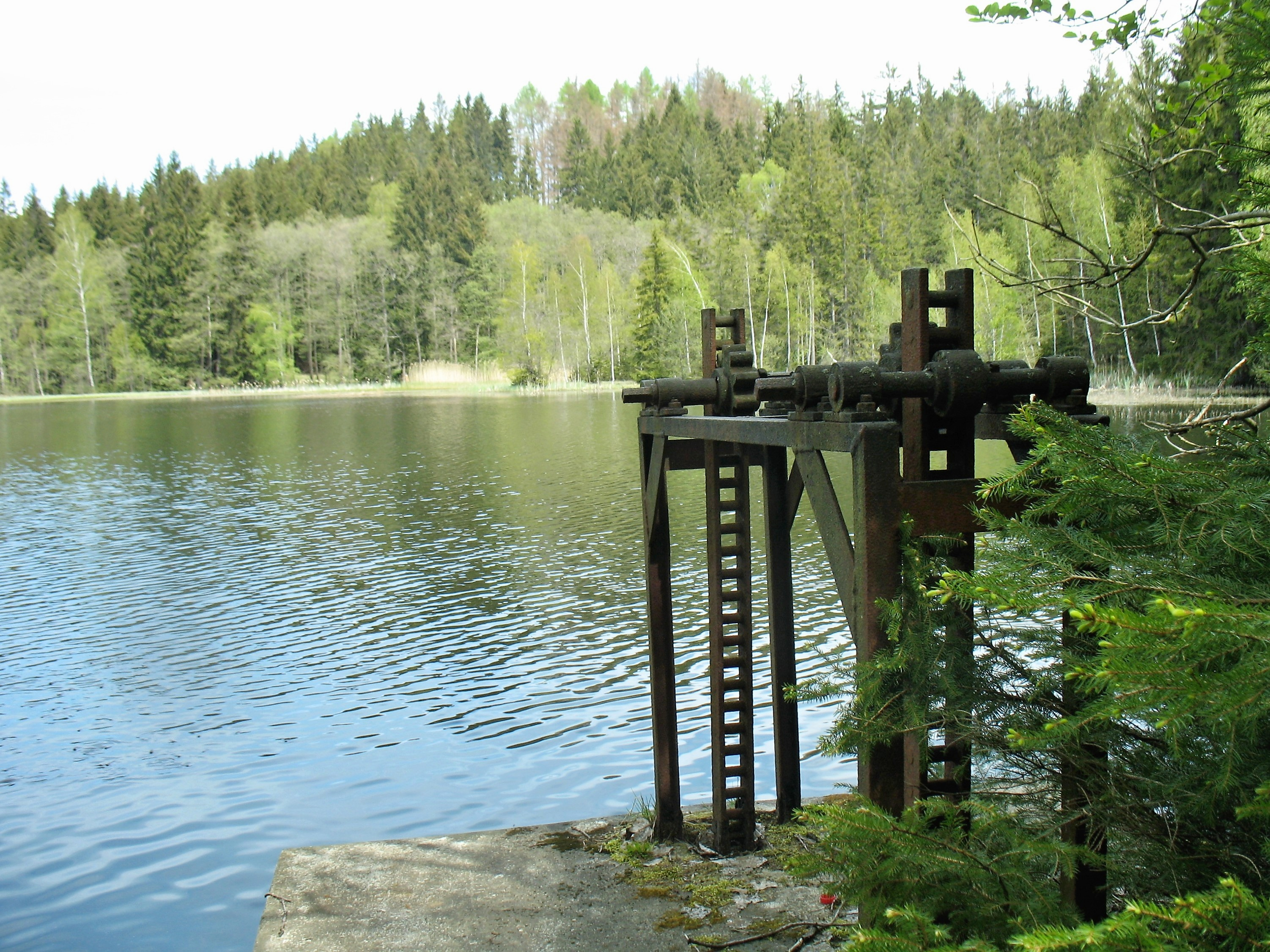
Staré stavidlo
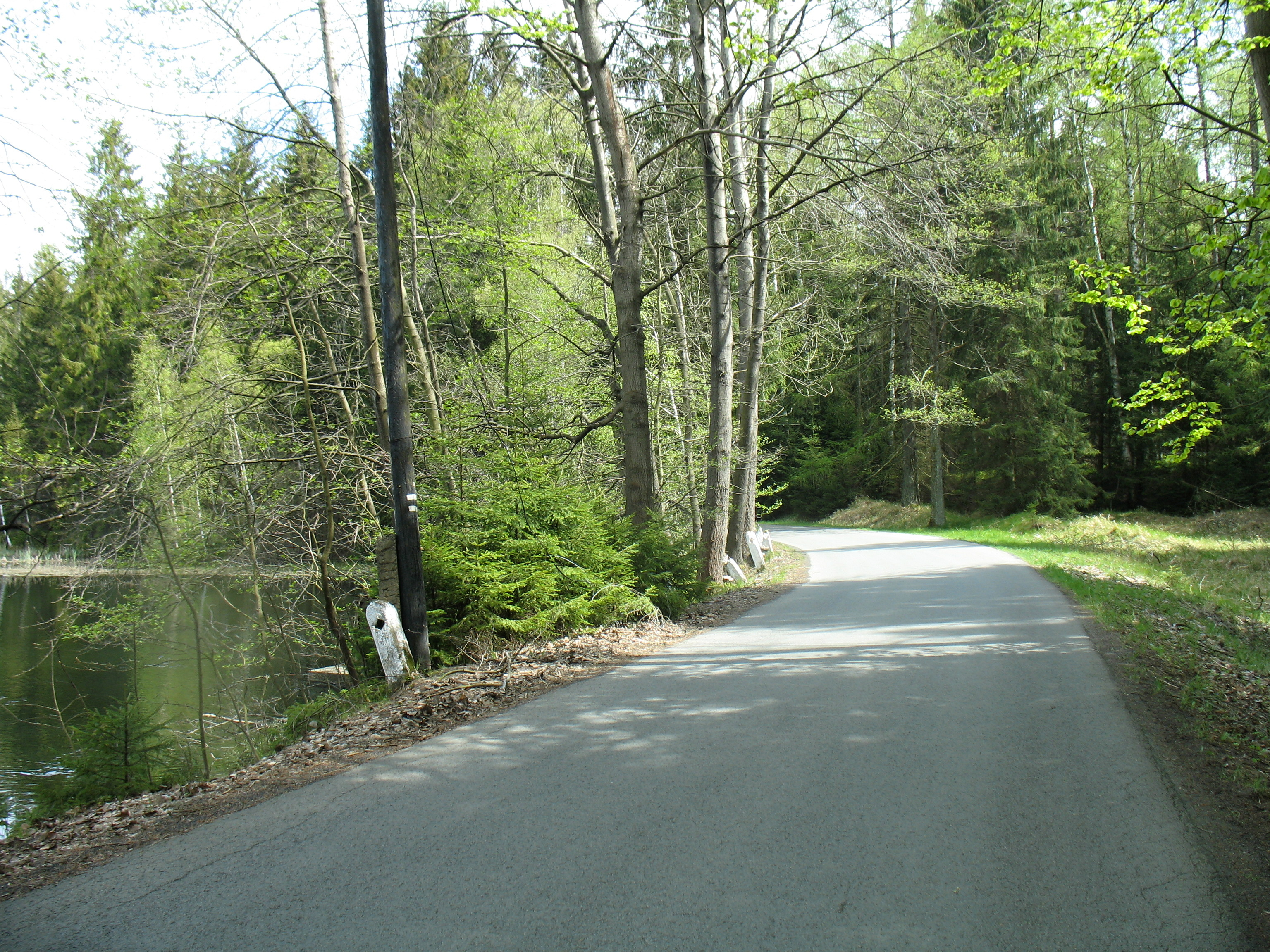
Silnice na hrázi rybníka